# Bill Flores
William Hose Flores  dit Bill Flores, né le 25 février 1954 sur la Francis E. Warren Air Force Base, est un homme politique américain, élu républicain du Texas à la Chambre des représentants des États-Unis de 2011 à 2021.

## Biographie
Bill Flores est né sur la Francis E. Warren Air Force Base, près de Cheyenne dans le Wyoming. Diplômé de l'université A&M du Texas et de l'université baptiste de Houston (en), il devient comptable public puis dirigeant d'une entreprise dans le domaine de l'énergie.
En 2010, il se présente à la Chambre des représentants des États-Unis dans le 17e district du Texas, qui s'étend de Fort Worth à College Station. La circonscription, qui a pourtant voté à 67 % pour John McCain en 2008, est détenue par le démocrate Chet Edwards (en). Il rassemble 33 % des voix au premier tour de la primaire républicaine puis remporte le second tour avec 64 % des suffrages face à l'homme d'affaires Rob Curnock. Dès lors, Flores attaque Edwards en le liant à Barack Obama et Nancy Pelosi, impopulaires dans le district. Dans un contexte national favorable aux républicains, il bat facilement Edwards avec 61,8 % des voix contre 36,6 % pour le démocrate sortant.
En 2011, sa circonscription est redessinée : si elle conserve les régions de Bryan, College Station et Waco, elle s'étend désormais vers les banlieues d'Austin plutôt que celles de Fort Worth. L'année suivante, Flores est réélu avec 80 % des suffrages face à un candidat libertarien. Il remporte 65 % des voix en 2014 et 61 % en 2016.

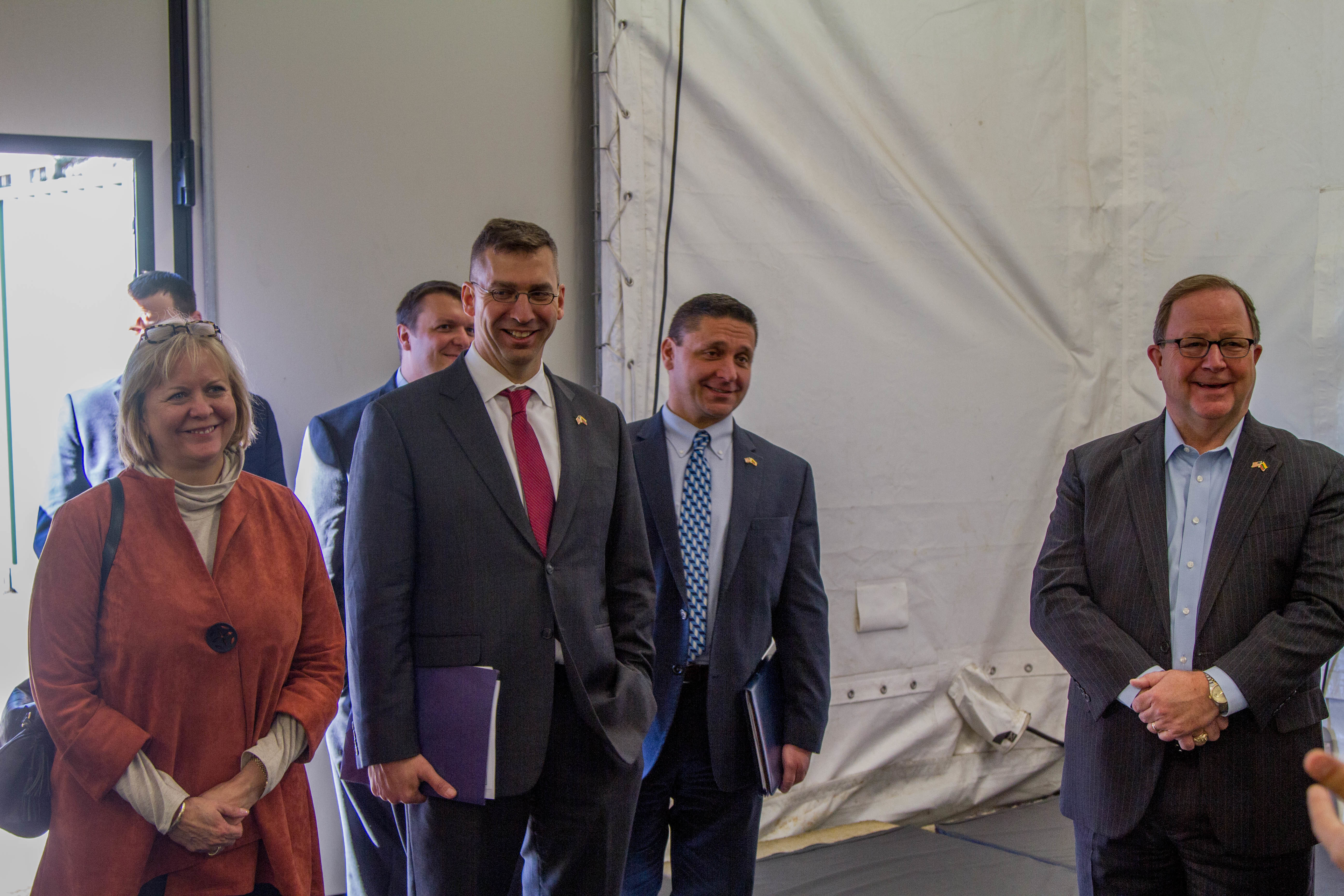
Bill Flores et Anne Hall visitant le camp militaire lituanien lors de Atlantic resolve en 2016.

Durant le 114e congrès, il préside le Republican Study Committee qui rassemble environ 170 élus conservateurs de la Chambre des représentants.